# Công ty tên lửa và vũ trụ Lockheed
Lockheed Missiles and Space Company (LMSC) là một đơn vị của Tập đoàn Lockheed "Tập đoàn Hệ thống Tên lửa, Không gian và Điện tử". LMSC được thành lập bởi Willis Hawkins. Sau khi Lockheed sáp nhập với Martin-Marietta, đơn vị này đổi tên thành "Lockheed Martin Missiles and Space".  Có trụ sở đặt tại Sunnyvale, California  liền kề với Moffett Field, công ty vận hành một nhà máy sản xuất và phát triển vệ tinh lớn.
Có trụ sở chính tại Bethesda, Maryland, Lockheed Martin là một công ty hàng không vũ trụ có phạm vi toàn cầu của Mỹ với hơn 110.000 nhân viên trên toàn thế giới. Nhiệm vụ của công ty là thiết kế, phát triển và sản xuất các hệ thống công nghệ tiên tiến phục vụ cho quốc phòng. Đơn hàng của công ty chủ yếu là từ chính phủ Mỹ và các khách hàng nước ngoài là đồng minh của Mỹ, Lockheed Martin đưa ra các sản phẩm và dịch vụ liên quan đến nhiều lĩnh vực, bao gồm hàng không, tên lửa và hệ thống kiểm soát hỏa lưc, hệ thống liên lạc và nhiều lĩnh vực khác.
Tên lửa và hệ thống kiểm soát hỏa lực
Về lĩnh vực tên lửa và kiểm soát hỏa lực, công ty đưa ra các gói trang bị tên lửa phòng không. Các chương trình phát triển chính của MFC bao gồm nâng cấp tên lửa phòng không Patriot, và các hệ thống bảo vệ không phận ở tầm cao, hệ thống tocket phóng loạt,... Công ty còn có các hợp đồng quốc phòng mật với chính phủ Mỹ.
Lĩnh vực hàng không
Công ty tập trung nghiên cứu phát triển và sản xuất các mẫu máy bay quân sự tiên tiến. Công ty cung cấp dịch vụ hỗ trợ và bảo trì cho các loại máy bay do công ty sản xuất và nâng cấp chúng. Một số loại máy bay nổi tiếng mà công ty Lockheed đã sản xuất bao gồm C-130J Hercules, F-22, và F-16 Block 70 cho không quân Hoàng gia Bahrain.
Hệ thống tác chiến
Bộ phận này của công ty Lockheed Martin cung cấp các hệ thống tác chiến cho tàu chiến mặt nước và tàu ngầm, hệ thống tên lửa phòng thủ trên biển và trên bộ, hệ thống radar và các hệ thống huấn luyện quân sự.
Bộ phận Lockheed Martin tại Orlando, Florida
Lockheed Martin là một trong số nhà tuyển dụng lớn nhất tại Orlando, góp phần vào danh hiệu "Thủ đô mô phỏng của toàn cầu". Hiện tại Lockheed Martin đã dành được hợp đồng trị giá 92 triệu đôla để sản xuất hệ thống hỗ trợ tự động hợp nhất điện tử với Hải quân Hoa Kỳ. Việc sản xuất sẽ diễn ra tại cơ sở của Lockheed Martin tại Orlando và dự kiến hoàn thành vào khoảng năm 2022.
Công ty công nghệ lớn nhất ở Orlando hiện đã tuyển dụng 8.000 người dân địa phương và đã thông báo rằng họ muốn phát triển kinh doanh và tuyển thêm 9.000 nhân viên vào năm 2023. Cùng với sự phát triển của công ty, công ty có đủ tiềm lực để phát triển và sản xuất các sản phẩm công nghệ tiên tiến hơn nữa. Cơ sở của Lockheed Martin ở Orlando tuyển dụng nhân viên trong một số lĩnh vực khác nhau như kỹ thuật, công nghệ thông tin, truyền thông, tài chính, bán hàng và tiếp thị, đàm phán hợp đồng, lắp ráp và nhiều lĩnh vực khác.